# 헤이븐 (드라마)
헤이븐(Haven)은 2010년부터 2015년까지 Syfy에서 방영된 캐나다 미국 합작의 텔레비전 드라마이다. 스티븐 킹의 소설 콜로라도 키드(The Colorado Kid)가 원작이다.